# Lista över countyn i Massachusetts
Detta är en lista över de 14 countyn som finns i delstaten Massachusetts i USA. 

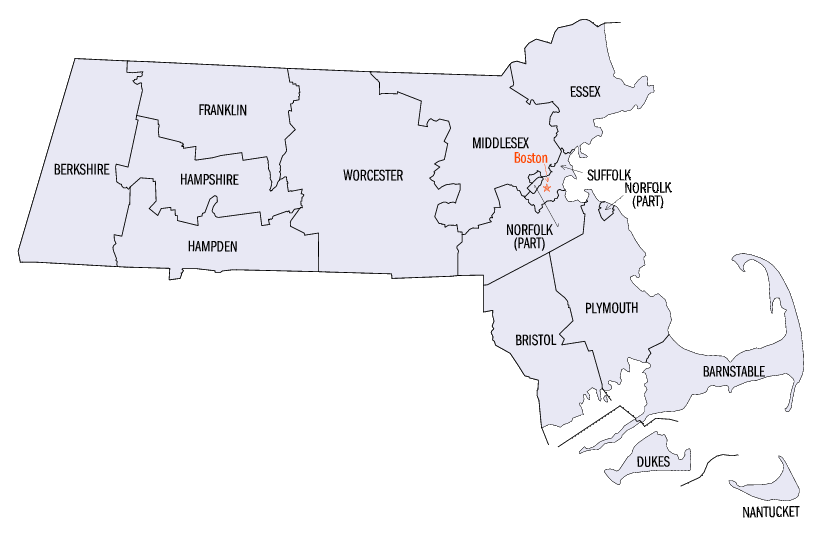
Massachusetts countyn.

| County            | Centralort (County Seat) | Etablerat | Folkmängd (2000) | Yta       |
| ----------------- | ------------------------ | --------- | ---------------- | --------- |
| Barnstable County | Barnstable               | 1685      | 222 230          | 3381 km²  |
| Berkshire County  | Pittsfield               | 1761      | 134 953          | 2 451 km² |
| Bristol County    | Taunton                  | 1685      | 534 678          | 1 790 km² |
| Dukes County      | Edgartown                | 1695      | 14 987           | 1 272 km² |
| Essex County      | Salem och Lawrence       | 1643      | 723 419          | 2 146 km² |
| Franklin County   | Greenfield               | 1811      | 71 535           | 1 877 km² |
| Hampden County    | Springfield              | 1812      | 456 228          | 1413 km²  |
| Hampshire County  | Northampton              | 1662      | 152 251          | 1413 km²  |
| Middlesex County  | Cambridge och Lowell     | 1643      | 1 456 396        | 2195 km²  |
| Nantucket County  | Nantucket                | 1695      | 9 520            | 986 km²   |
| Norfolk County    | Dedham                   | 1793      | 650 308          | 1 150 km² |
| Plymouth County   | Plymouth och Brockton    | 1685      | 472 822          | 2 832 km² |
| Suffolk County    | Boston                   | 1643      | 689 907          | 311 km²   |
| Worcester County  | Worcester och Fitchburg  | 1731      | 750 963          | 4 090 km² |